# 昌平駅
昌平駅（しょうへいえき）は中華人民共和国北京市昌平区昌流路に位置する中国国鉄北京鉄路局が管轄する駅である。

## 所属路線
- 中国国鉄
  - 京包線：北京駅起点より55km、包頭駅終点まで777km
  - 京通線：本駅起点、通遼駅終点まで419km、北京北駅より京張線経由で32km

## 駅構造
- 単式ホーム1面、島式ホーム1面の地上駅である。

## 利用状況
2020年10月の時点で、平日10本、週末12本の旅客列車が発着する、全ては京張都市間鉄道経由の高速列車である。

## 歴史
- 1915年 - 開業した[1]。
- 2008年8月6日 - S2線が開業。
- 2016年11月1日 - 京張都市間鉄道建設工事に伴い休止。
- 2019年12月30日 - 京張都市間鉄道開通に伴い再開業。

## 隣の駅
中国国鉄
京包線（京張線）
沙河駅 - 昌平駅 - 南口駅
京張都市間鉄道
沙河駅 - 昌平駅 - 八達嶺長城駅
京通線
昌平駅 - 昌平北駅